# Sanktuarium Matki Bożej Niepokalanej w Resku
Sanktuarium Matki Boskiej Reskiej – kościół znajdujący się w miejscowości Resko, w powiecie łobeskim w województwie zachodniopomorskim.

## Historia
W 1290 odnotowano w mieście kapłana katolickiego, Bruna, który rezydował tu na stałe. Obecny kościół został zbudowany w stylu późnogotyckim około 1400. W końcu XV wieku został rozbudowany, a w latach 1697 i 1882, przebudowany. W 1881 rozbudowano przylegającą do korpusu nawowego wieżę, podwyższono ją dwukrotnie do wysokości 66-metrów. Jednocześnie regotyzowano szczyty wysokiego, krótkiego korpusu z XV w z trzema nawami i wydzielonym prezbiterium. Przebudowy były m.in. wynikiem kilkukrotnych pożarów. Największy pożar dotknął obiekt w 1916. W latach 1534–1945 świątynia pozostawała w rękach protestantów. W okresie międzywojennym reskimi katolikami opiekował się ksiądz Daniel Ernst z katolickiego ośrodka sióstr boromeuszek w Święciechowie. Po II wojnie światowej i zniszczeniu klasztoru boromeuszek, przeniesiono zeń do Reska część wyposażenia i czczony, XVIII-wieczny obraz Matki Bożej Niepokalanej Dziewicy nieznanego autora, o wymiarach 145 x 85 cm. Kościół poświęcono 15 czerwca 1945. 25 marca 1993 arcybiskup Marian Przykucki wyniósł świątynię do godności sanktuarium maryjnego.

## Architektura
Kościół jest halowy, trójnawowy w stylu hali gryfijskiej. Wieża mierzyła 67 metrów, ale po pożarze od uderzenia pioruna na początku 1970, jej wysokość mierzy 61 metrów. 

## Wyposażenie
Wystrój skromny, neogotycki. Empora organowa z XVIII w., na ścianach polichromie z ok. 1881-1882. Wewnątrz sanktuarium znajduje się XVII-wieczny ołtarz i XVIII-wieczny obraz Matki Boskiej Reskiej (Matki Bożej Niepokalanej Dziewicy z kościoła w Klasztorze St. Aloysiusstift w Święciechowie).

## Otoczenie
Przy kościele rośnie dąb św. Jana Pawła II posadzony z żołędzia, poświęconego przez tego papieża podczas pielgrzymki leśników polskich do Watykanu 28 kwietnia 2004, co upamiętnia głaz z tablicą posadowiony w 2006.

## Galeria

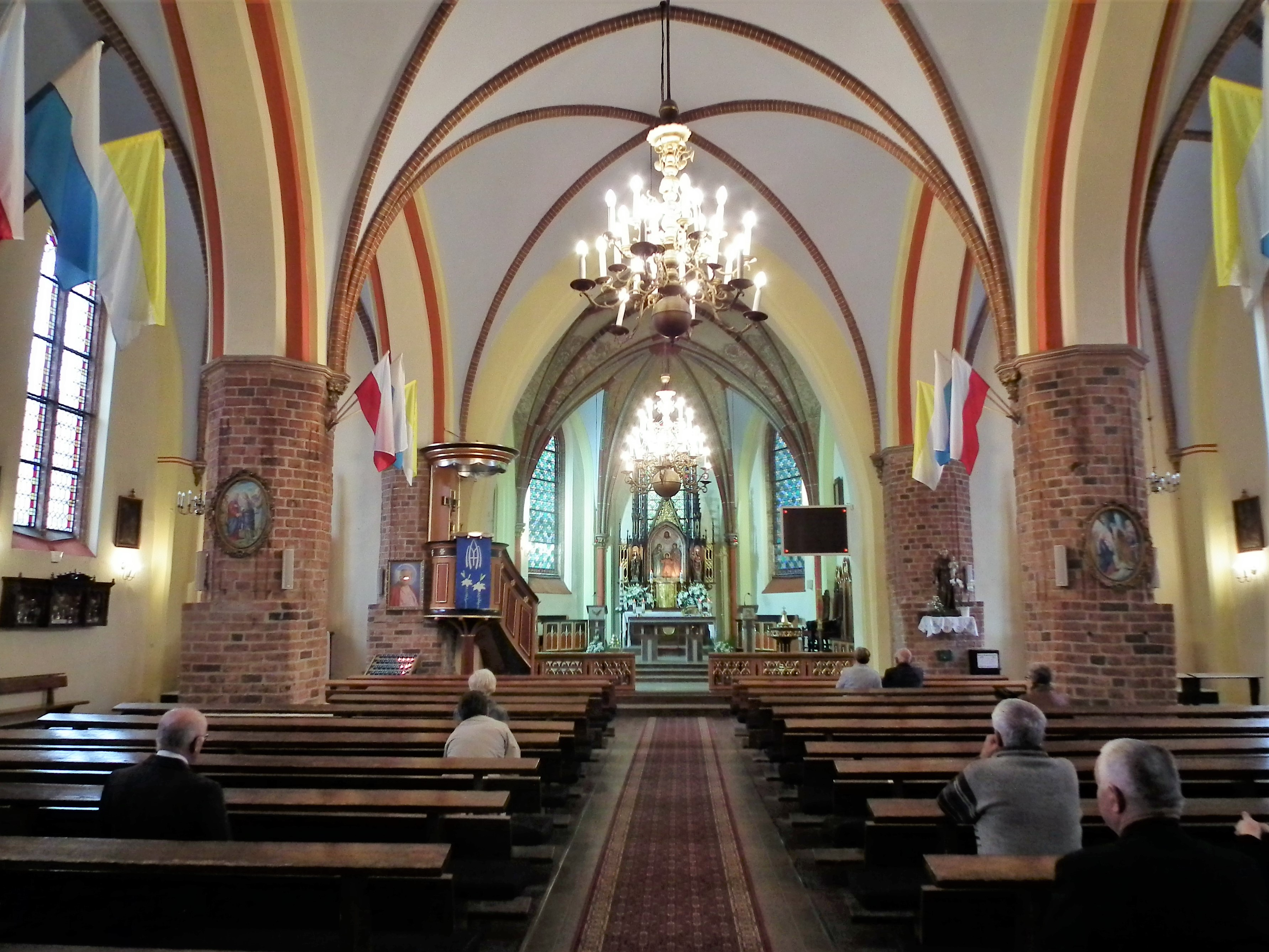
Wnętrze z ołtarzem
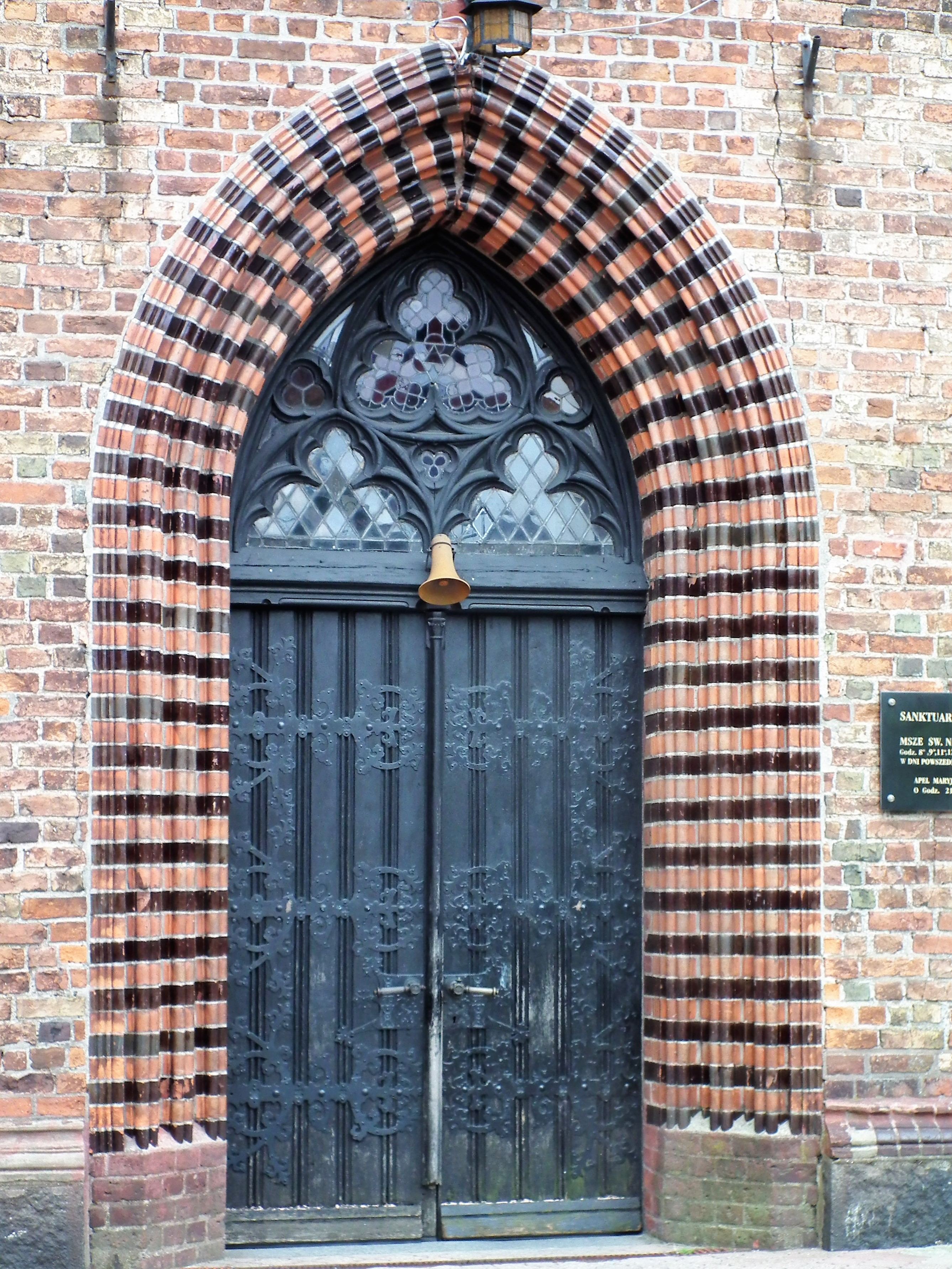
Portal wejściowy
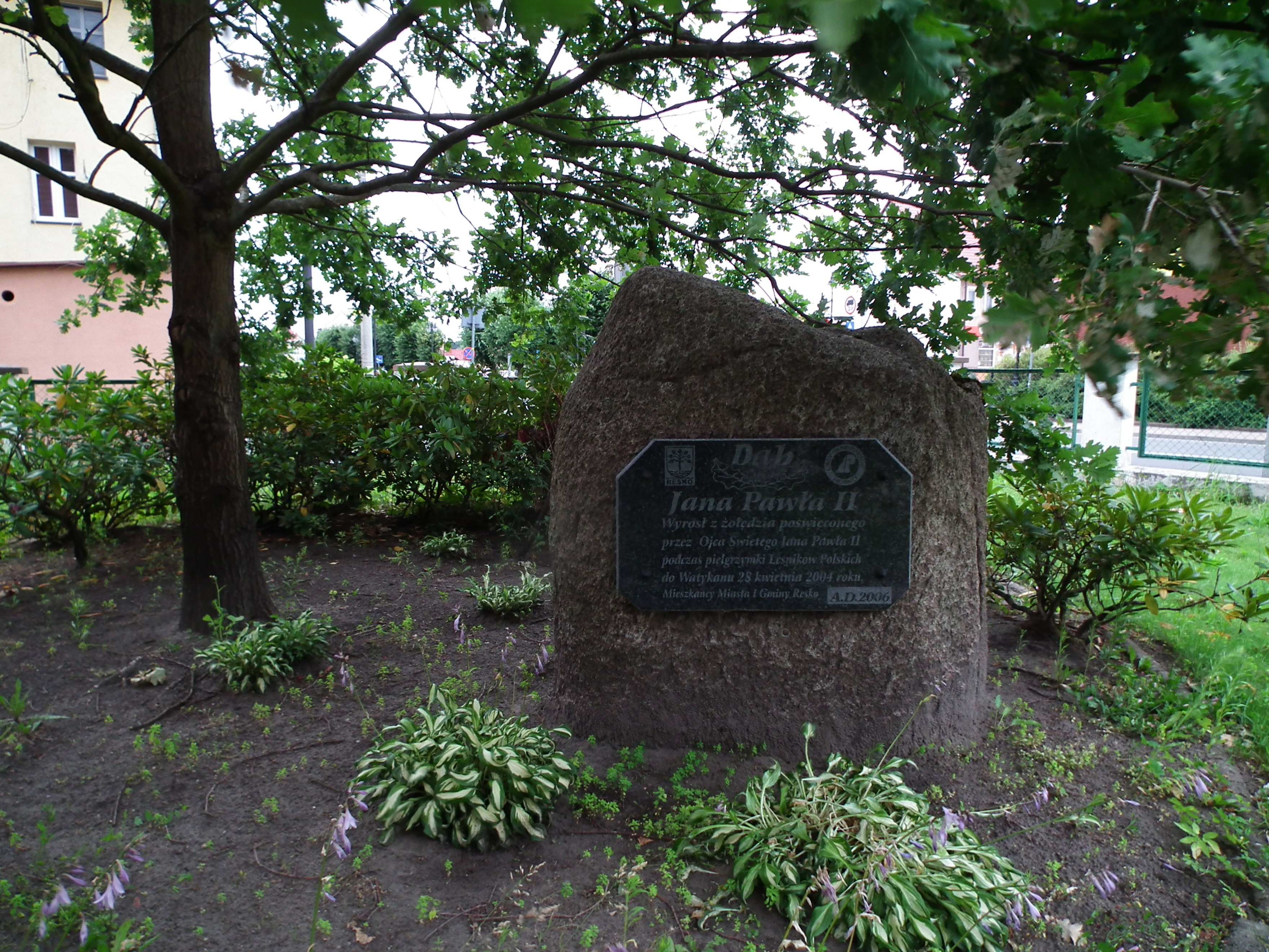
Dąb św. Jana Pawła II
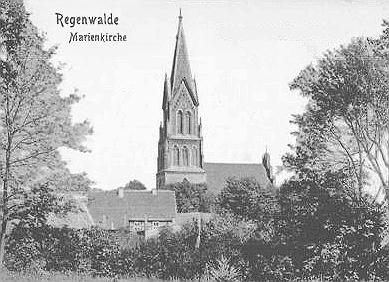
Kościół około 1900